# Campeonato Europeo de Remo de 2012
El VI Campeonato Europeo de Remo se celebró en Varese (Italia) entre el 14 y el 16 de septiembre de 2012 bajo la organización de la Federación Internacional de Sociedades de Remo (FISA) y la Federación Italiana de Remo.
Las competiciones se realizaron en el lago de Varese, al oeste de la ciudad lombarda.

## Medallistas

### Masculino
| Evento                                 | Oro | Plata | Bronce |
| -------------------------------------- | --- | --- | --- |
| Scull individual M1X (16.09)           | Mindaugas Griškonis · Lituania · 6:57,56 | Damir Martin · Croacia · 6:57,63 | Gueorgui Bozhilov Bulgaria 6:59,71 |
| Doble scull M2X (16.09)                | Martin Sinković · Valent Sinković · Croacia · 6:14,25 | Alessio Sartori · Romano Battisti · Italia · 6:15,17 | Nils Jakob Hoff · Kjetil Borch · Noruega · 6:17,78 |
| Cuatro scull M4X (16.09)               | Andrei Jämsä Allar Raja Tõnu Endrekson Kaspar Taimsoo Estonia 5:47,91 | Yuri Ivanov · Ivan Futryk · Olexandr Nadtoka · Ivan Dovhodko · Ucrania · 5:51,18 | Gašper Fistravec Jan Špik Jernej Markovc Matej Rojec Eslovenia 5:52,01                                                                                                |
| Dos sin timonel M2- (16.09)            | Rogier Blink · Mitchel Steenman · Países Bajos · 6:28,00 | Alexander Sigurbjörnsson · Pau Vela Maggi · España · 6:29,17 | Nenad Beđik Nikola Stojić Serbia 6:31,50 |
| Cuatro sin timonel M4- (16.09)         | Nikólaos Guntulas · Apóstolos Guntulas · Yeoryos Tzialas · Ioannis Jristu · Grecia · 5:56,03                                                                                               | Marius Cozmiuc · George Palamariu · Cristi-Ilie Pîrghie · Florin Curuea · Rumania · 5:57,37                                                                                                | Miloš Vasić Radoje Ðerić Miljan Vuković Goran Jagar Serbia 5:58,72 |
| Ocho con timonel M8+ (16.09)           | Marcin Brzeziński · Maciej Mattik · Mikołaj Burda · Piotr Hojka · Zbigniew Schodowski · Michał Szpakowski · Krystian Aranowski · Rafał Hejmej · Daniel Trojanowski (t) · Polonia · 5:33,23 | Paolo Perino · Giuseppe Vicino · Leopoldo Sansone · Pierpaolo Frattini · Mario Paonessa · Vincenzo Capelli · Sergio Canciani · Andrea Tranquilli · Enrico D'Aniello (t) · Italia · 5:34,57 | Kornel Altman · David Jirka · Jakub Podrazil · Michal Horváth · Jan Pilc · Milan Doleček · Petr Melichar · Matyáš Klang · Martin Šuma (t) · República Checa · 5:35,23 |
| Doble scull ligero LM2X (16.09)        | Panayotis Magdanís · Spyridon Yánnaros · Grecia · 6:21,58 | Pedro Fraga Nuno Mendes Portugal 6:22,27 | Chris Boddy Michael Mottram Reino Unido 6:23,34 |
| Cuatro sin timonel ligero LM4- (16.09) | Luca De Maria · Martino Goretti · Petru Zaharia · Armando Dell'Aquila · Italia · 6:00,92                                                                                                   | Sam Scrimgeour Adam Freeman-Pask William Fletcher Jonathan Clegg Reino Unido 6:01,74 | Nikola Selaković Miloš Stanojević Nenad Babović Miloš Tomić Serbia 6:05,46                                                                                            |

### Femenino
| Evento                          | Oro | Plata | Bronce |
| ------------------------------- | --- | --- | --- |
| Scull individual W1X (16.09)    | Donata Vištartaitė · Lituania · 7:36,26 | Iva Obradović Serbia 7:39,87 | Kaisa Pajusalu Estonia 7:41,81 |
| Doble scull W2X (16.09)         | Tatsiana Kujta · Katsiaryna Shliupskaya · Bielorrusia · 6:58,94 | Giulia Pollini · Giada Colombo · Italia · 7:02,20 | Maria Diana Bursuc · Adelina Cojocariu · Rumania · 7:03,67 |
| Cuatro scull W4X (16.09)        | Kateryna Tarasenko · Nataliya Dovhodko · Olha Hurkovska · Yana Dementieva · Ucrania · 6:26,44                                                                                               | Kamila Soćko · Joanna Leszczyńska · Sylwia Lewandowska · Natalia Madaj · Polonia · 6:28,42                                                                                         | Ionelia Zaharia · Ioana Crăciun · Camelia Lupașcu · Nicoleta Albu · Rumania · 6:29,98                                                                               |
| Dos sin timonel W2- (16.09)     | Camelia Lupașcu · Nicoleta Albu · Rumania · 7:14,49 | Caragh McMurtry Olivia Carnegie-Brown Reino Unido 7:18,65 | Sonja Kešerac · Maja Anić · Croacia · 7:18,91 |
| Ocho con timonel W8+ (16.09)    | Roxana Cogianu · Viorica Susanu · Cristina Grigoraș · Irina Dorneanu · Georgeta Andrunache · Andreea Boghian · Rodica Șerban · Ioana Rotaru · Talida-Teodora Gîdoiu (t) · Rumania · 6:06,94 | Claudia Wurzel · Sara Magnaghi · Alessandra Patelli · Giada Colombo · Gabriella Bascelli · Sara Bertolasi · Gaia Palma · Enrica Marasca · Federica Cesarini (t) · Italia · 6:17,66 | Leonora Kennedy Claire McKeown Monica Relph Victoria Meyer-Laker Yasmin Tredell Zoe Lee Caragh McMurtry Olivia Carnegie-Brown Zoe de Toledo (t) Reino Unido 6:18,31 |
| Doble scull ligero LW2X (16.09) | Laura Milani · Elisabetta Sancassani · Italia · 6:53,39 | Jristina Yazitzidu · Alexandra Tsiavu · Grecia · 6:57,62 | Ruth Walczak Imogen Walsh Reino Unido 6:58,87 |

## Medallero
| Núm. | País            | Oro | Plata | Bronce | Total |
| ---- | --------------- | --- | ----- | ------ | ----- |
| 1    | Italia          | 2   | 4     | 0      | 6     |
| 2    | Rumania         | 2   | 1     | 2      | 5     |
| 3    | Grecia          | 2   | 1     | 0      | 3     |
| 4    | Lituania        | 2   | 0     | 0      | 2     |
| 5    | Croacia         | 1   | 1     | 1      | 3     |
| 6    | Polonia         | 1   | 1     | 0      | 2     |
| 6    | Ucrania         | 1   | 1     | 0      | 2     |
| 8    | Estonia         | 1   | 0     | 1      | 2     |
| 9    | Bielorrusia     | 1   | 0     | 0      | 1     |
| 9    | Países Bajos    | 1   | 0     | 0      | 1     |
| 11   | Reino Unido     | 0   | 2     | 3      | 5     |
| 12   | Serbia          | 0   | 1     | 3      | 4     |
| 13   | España          | 0   | 1     | 0      | 1     |
| 13   | Portugal        | 0   | 1     | 0      | 1     |
| 15   | Bulgaria        | 0   | 0     | 1      | 1     |
| 15   | Eslovenia       | 0   | 0     | 1      | 1     |
| 15   | Noruega         | 0   | 0     | 1      | 1     |
| 15   | República Checa | 0   | 0     | 1      | 1     |
|      | TOTAL           | 14  | 14    | 14     | 42    |